# آثار تاریخی ورارود و خوارزم
آثار تاریخی ورارود و خوارزم کتابی از منوچهر ستوده است که در سال ۱۳۸۶ منتشر و در مراسم کتاب سال جمهوری اسلامی ایران به‌عنوان کتاب برگزیده معرفی شد.